# Love on the Rocks with No Ice
Love on the Rocks With No Ice  är en låt av det brittiska rockbandet The Darkness, skriven av Justin Hawkins, Dan Hawkins, Frankie Poullain och Ed Graham. Låten spelades in i Chapel Studios i Lincolnshire och Paul Smith Music Studios i London någon gång mellan september och oktober 2002. 
Låten är den nästa sista på gruppens debutalbum Permission to Land som gavs ut den 7 juli 2003, men dessförinnan hade en annan inspelning av låten givits ut på EP:n I Believe in a Thing Called Love den 12 augusti 2002. Låten är 5:56 lång, vilket gör den till gruppens längsta låt.

## Historia

### Låtskrivandet
Låten skrevs någon gång mellan det att The Darkness bildades i början av 2000 och i mitten av 2001, då det bekräftats att gruppen framfört låten live. Enligt bandets sångare Justin Hawkins var Love on the Rocks With No Ice "förmodligen" den första låten bandet skrev för Permission to Land. Hawkins har också beskrivit låten som "en av de mest seriösa låtarna på plattan" och att den handlar om "ett förhållande i uppbrytning. Det är väldigt hjärtknipande. Texten i refrängen är verkligen mycket rörande". De två första solona spelas av Dan Hawkins medan de två sista spelas av Justin.

### Live
I livesammanhang framförs Love on the Rocks With No Ice, med några undantag, nästan alltid som sista låt. Den är ofta förlängd, så att den är över tio minuter lång, med ett långt gitarrsolo av Justin Hawkins samtidigt som en roddare bär honom på hans axlar genom publiken. Hawkins började med detta under en konsert i London den 14 juli 2001 och gör det än idag.

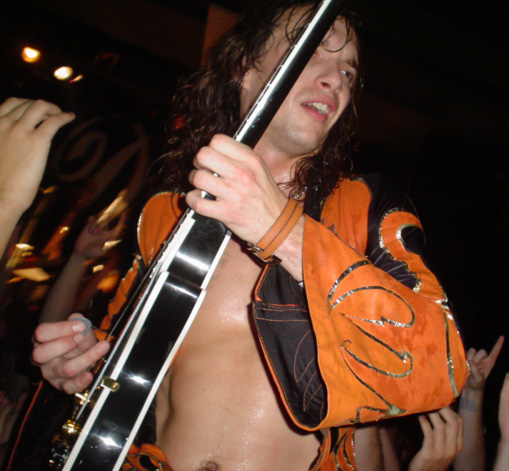
Justin Hawkins framför Love on the Rocks With No Ice live - mitt i publiken.

## Medverkande
The Darkness
- Justin Hawkins – sång, gitarr
- Dan Hawkins – gitarr
- Frankie Poullain – bas
- Ed Graham – trummor

Produktion
- Pedro Ferreira – producent, mixning, ljudtekniker
- Will Bartle – inspelningassistent
- Nick Taylor – mixningsassistent
- Mick Marsh – mastering